# En himla helkul kväll
En himla helkul kväll är en krogshow som Galenskaparna och After Shave spelade upp på Moriskan i Malmö i slutet av 1999, början av 2000.
Den är en omarbetad version av "Uslings på kajskjul 8" från 1996, efter Peter Rangmars bortgång i maj 1997.